# Občanská záložna ve Vlašimi
Občanská záložna je reprezentativní budova někdejší městské záložny ve Vlašimi v okrese Benešov, která byla postavena v roce 1872 podle návrhu architekta Saturnina Hellera v novorenesančním slohu v Pláteníkově ulici čp. 48, nedaleko brány vlašimského zámku. Vystavěna byla jako nové sídlo Občanské záložny ve Vlašimi, prvního občanského peněžního ústavu (družstevní záložny) v českých zemích založeného roku 1858. Stavba byla před rokem 1988 zapsána jako kulturní památka.

## Historie
Stavba byla dokončena roku 1872 pro potřeby finančního ústavu Občanské záložny ve Vlašimi, občanské spolkové záložny, prvního takového ústavu v českých zemích, která oficiálně vznikla k 14. březnu 1858. Prvním ředitelem ústavu se stal zdejší obuvník Jan Pláteník, jako tři další hlavní zakladatelé jsou uváděni Vojtěch Červ, František Cenkr, Josef Slabý a několik dalších. Návrh stavby vypracoval architekt a vlašimský rodák Saturnin Heller, který byl žákem Josefa Zítka. Stavba měla bohatě zdobený interiér. 
Po zániku vlašimské záložny budova změnila využití. Po roce 2020 zde mj. sídlila galerie. 

## Architektura stavby
Jednopatrová budova je postavena ve svahu v centru města, v blízkosti vstupní brány vlašimského zámku. Částečně kompenzuje severní svah. Nese bohatou secesní štukovou a sgrafitovou výzdobu, svou strukturou, mj. nízkou sedlovou střechou, nese prvky tehdy módní italské renesanční architektury.